# Праздники Соломоновых Островов
Праздники Соломоновых Островов (англ. Public holidays in the Solomon Islands) — дополнительные выходные дни для рабочего населения, связанные с праздниками.

## Праздничные дни
| Дата        | Название                           | Английское название       | Пояснение |
| ----------- | ---------------------------------- | ------------------------- | --- |
| 1 января    | Новый год                          | New Year’s Day            | Новый год — праздник, отмечаемый многими народами в соответствии с принятым календарём, наступающий в момент перехода с последнего дня года в первый день следующего года. |
| варьируется | Великая пятница                    | Good Friday               | Великая пятница — пятница Страстной недели, которая посвящена воспоминанию осуждения на смерть, крестных страданий и смерти Иисуса Христа, а также снятию с креста Его тела и погребения. |
| варьируется | Великая суббота                    | Holy Saturday             | Великая суббота — суббота Страстной седмицы, посвящённая воспоминанию погребения и пребывания во гробе тела Иисуса Христа и сошествия Христа во ад (согласно вероучению большинства христианских конфессий), она является также приготовлением к Пасхе — Воскресению Христа, которое празднуется в ночь с субботы на воскресенье. |
| варьируется | Светлый понедельник                | Easter Monday             | Светлый понедельник — название праздничного дня Светлой седмицы. |
| варьируется | Духов день                         | Whit Monday               | Духов день — христианский праздник в честь Святого Духа. |
| варьируется | Официальный день рождения королевы | Queen’s Official Birthday | Официальный день рождения королевы — день, в который официально отмечается день рождения монарха Соединённого королевства и Содружества наций (обычно не совпадает с настоящим днём рождения). |
| 7 июля      | День независимости                 | Independence Day          | Независимость была провозглашена 7 июля 1978 года (от Великобритании) |
| 25 декабря  | Рождество                          | Christmas Day             | Рождество — один из главных христианских праздников, установленный в честь рождения по плоти Иисуса Христа от Девы Марии. |
| 26 декабря  | День благодарения                  | Thanksgiving Day          | День благодарения — праздник, отмечается в некоторых странах. |

## День провинции
Каждая провинция Соломоновых Островов имеет свой отдельный день.
- 25 февраля — день провинции Шуазёль;
- 2 июня — день провинции Исабель;
- 8 июня — день провинции Темоту;
- 29 июня — день Центральной провинции;
- 20 июля — день провинции Реннелл и Беллона;
- 1 августа — день провинции Гуадалканал;
- 3 августа — день провинции Макира-Улава;
- 15 августа — день провинции Малаита;
- 7 декабря — день Западной провинции.